# Pârâul Padeșului
Pârâul Padeșului este un curs de apă, unul din cele două brațe care formează Râul Rușchița din județul Caraș-Severin

## Hărți
- Harta Munții Poiana Rusca  Arhivat în 12 martie 2010, la Wayback Machine.
- Harta Județului Caraș-Severin